# محمد شهيد الله
محمد شهيد الله البَسِيرْهَاتِيّ (بالبنغالية: মুহম্মদ শহীদুল্লাহ) (10 يوليو 1885 - 13 يوليو 1969) كان لغويًا وفقيها لغويا وتربويًا وكاتبًا بنغاليًا.

## نسب
هو محمد شهيد الله بن المُنشي مفيض الدين أحمد بن غلام محيي الدين بن الشيخ حفيظ الله بن الشيخ سليم بن الشيخ لال بن الشيخ دارا المالكي البَسِيرْهَاتِيّ. كان الشيخ دارا وأحفاده خادمًا لضريح عباس علي بن كريم الله المكي (المعروف بإسم بير غورا صاند) في قرية هاروا في منطقة بسيرهات.